# Duinrijpmos
Duinrijpmos (Physconia perisidiosa) is een korstmos uit de familie Physciaceae. Het komt voor op neutrale, iets geëutrofieerde schors van oude, goed belichte bommen in de binnenduinrand of niet ver van de kust. Het leeft in symbiose met de alg Trebouxia of Pseudotrebouxia. 

## Kenmerken
De combinatie van kenmerken waaraan je die soort herkent zijn vaak iets smallere lobben, lobben die vaak ietwat dakpansgewijs over elkaar heen staan, donkere, borstelvormige rhizinen en witte merg. Het thallus bereikt een diameter van 5 cm. Het oppervlak is grijs tot grijsbruin of gewoonlijk bruin tot donker roodbruin. Het wordt donkerder naarmate de leeftijd vordert. Apotheciën zijn 1,5 mm in diameter maar in Nederland niet aanwezig. Sorediën zijn altijd aanwezig en deze zijn geelbruin van kleur en grofkorrelig tot isidieus van structuur.
Duinrijpmos heeft geen kenmerkende kleurreacties. De ascosporen meten 26–32(–34) × 15,5 tot 18 µm.

### Gelijkende taxa
De soort lijkt op donker rijpmos, heeft een groot thallus, groeit in rozetten, heeft een beetje gelige merg en is K+ (geel).

## Verspreiding
Duinrijpmos komt voor in Noord-Amerika (VS, Canada, Alaska) en Europa, maar er zijn ook enkele waarnemingen bekend uit Zuid-Amerika, Afrika (Zuid-Afrika, Marokko, Kenia) en Azië (Rusland, Iran). In Nederland is de soort zeer zeldzaam voor. Vrijwel uitsluitend in kustgebieden. Het staat op de Nederlandse Rode Lijst in de categorie 'kwetsbaar'.